# UFC on ESPN: Reyes vs. Procházka
UFC on ESPN: Reyes vs. Procházka (también conocido como UFC on ESPN 23 y UFC Vegas 25) fue un evento de artes marciales mixtas producido por Ultimate Fighting Championship que tuvo lugar el 1 de mayo de 2021 en las instalaciones del UFC Apex en Enterprise, Nevada, parte del Área metropolitana de Las Vegas, Estados Unidos.

## Antecedentes
El combate de peso semipesado entre Dominick Reyes y Jiří Procházka, excampeón de Peso Semipesado de Rizin, fue el evento principal. Inicialmente se esperaba que el combate tuviera lugar el 27 de febrero, pero se reprogramó después de que Reyes se viera obligado a abandonar la pelea por una lesión.
Un combate de peso wélter entre Mike Jackson y Dean Barry estuvo brevemente vinculado a UFC on ESPN: Chiesa vs. Magny en enero, pero se retiró por razones no reveladas. Se espera que se reúnan en este evento antes de que se reprograme una vez más.
Gavin Tucker fue brevemente vinculado a un combate con Cub Swanson en el evento. Sin embargo, Tucker fue nombrado como un reemplazo de corto plazo para enfrentar a Dan Ige en UFC Fight Night: Edwards vs. Muhammad. Swanson se enfrentó a Giga Chikadze en su lugar.
El combate de peso gallo entre Merab Dvalishvili y Cody Stamann ha sido reprogramado por tercera vez y tuvo lugar en el evento. La pelea fue programada por primera vez para UFC on ESPN: Hermansson vs. Vettori en diciembre del año anterior, pero Stamann se retiró por razones no reveladas y el combate se canceló. Luego se reprogramó para UFC Fight Night: Overeem vs. Volkov en febrero, pero Dvalishvili no se había recuperado de COVID-19 y tuvo que retirarse.
Ji Yeon Kim enfrentaría a Poliana Botelho en un combate de peso paja en el evento. Sin embargo, Kim se retiró del combate el 22 de marzo alegando una lesión y fue sustituida por Mayra Bueno Silva. Botelho sufrió entonces otro cambio de oponente, ya que Bueno se lesionó la espalda a finales de marzo. El 31 de marzo, Luana Carolina fue anunciada como su nueva oponente.
Se esperaba que Randa Markos se enfrentara a la recién llegada Luana Pinheiro en un combate de peso paja en UFC 260, pero tuvo que retirarse tras dar positivo por COVID-19. El combate se dejó intacto y se reprogramó para este evento.
Se esperaba que T.J. Laramie y Damon Jackson se enfrentaran en un combate de peso pluma en el evento. Sin embargo, a finales de marzo, Laramie se retiró del combate por razones no reveladas y fue sustituido por Luke Sanders. El 22 de abril, fue Jackson quien se retiró debido a una lesión. Journey Newson, que debía enfrentarse a Felipe Colares en un combate de peso gallo, también se retiró por lesión. La promoción decidió enfrentar a Sanders y Corales como resultado de esas retiradas.
Se esperaba que Augusto Sakai y Shamil Abdurakhimov se enfrentaran en un combate de peso pesado en el evento. Sin embargo, Abdurakhimov se retiró del combate por problemas de visado, lo que llevó a la UFC a reservar a Sakai contra Jairzinho Rozenstruik en UFC Fight Night: Rozenstruik vs. Sakai.
Se programó un combate de peso semipesado entre Ion Cuțelaba y Devin Clark. Sin embargo, Clark se retiró del evento alegando una lesión y fue sustituido por Dustin Jacoby.
En el pesaje, Luana Carolina y Gabriel Benítez no dieron el peso para sus respectivos combates. Carolina pesó 128.5 libras, 2.5 libras por encima del límite de la división de peso mosca. Su combate continuó en un peso acordado y fue multada con el 20% de su pago, que fue a parar a Botelho. Benítez pesó 150.5 libras, 4.5 libras por encima del límite de la división de peso pluma. Su oponente, Jonathan Pearce, rechazó la pelea debido a la falta de peso y el combate fue cancelado.

## Premios de bonificación
Los siguientes luchadores recibieron bonificaciones de $50000 dólares.
- Pelea de la Noche: Jiří Procházka vs. Dominick Reyes
- Actuación de la Noche: Jiří Procházka y Giga Chikadze